# 스콧 클리프턴
스콧 클리프턴(Scott Clifton, 1984년 10월 31일 ~ )은 미국의 배우이다.

## 같이 보기
- 신무신론